# Service Logic Execution Environment
Service Logic Execution Environment (SLEE) oder auch Java Service Logic Execution Environment (JSLEE) ist eine Spezifikation für einen Application Server, der auf die Bedürfnisse von Ereignis-getriebenen Anwendungen – wie sie im Bereich der Telekommunikation zu finden sind – ausgerichtet und optimiert ist. SLEE ist ein Teil der JAIN-Architektur und wird daher oft als JAIN SLEE bezeichnet. Die Spezifikation entstand unter der Schirmherrschaft von SUN, IBM und Open Cloud in Zusammenarbeit mit Experten diverser anderen Unternehmen im Rahmen des Java Specification Request Nummer 22. Begonnen wurde die Arbeit 1999. Die Version 1.0 der SLEE-Spezifikation wurde am 3. März 2004 freigegeben. Die Folgeversion 1.1 wird unter dem JSR 240 geführt und wurde im Juli 2008 veröffentlicht.
SLEE definiert ein Komponentenmodell, um die Anwendungslogik vom Telekommunikationsanwendungen zu strukturieren. Weiterhin definiert die SLEE-Spezifikation den Kontrakt zwischen den Komponenten sowie den Container, der die Komponenten beherbergen soll. SLEE legt nicht fest, wie die Spezifikation implementiert werden sollte.